# Кастель-ді-Іері
Кастель-ді-Іері (італ. Castel di Ieri) — муніципалітет в Італії, у регіоні Абруццо,  провінція Л'Аквіла.
Кастель-ді-Іері розташований на відстані близько 110 км на схід від Рима, 40 км на південний схід від Л'Акуїли.
Населення — 307 осіб (2014).
Щорічний фестиваль відбувається 3 вересня. Покровитель — San Donato.

## Демографія
Населення за роками:

Станом на 1 січня 2023 року в муніципалітеті офіційно проживало 17 іноземців з 8 країн, серед них 7 громадян країн Євросоюзу та 2 громадяни України.

## Сусідні муніципалітети
- Кастельвеккьо-Субекуо
- Кокулло
- Горіано-Сіколі
- Раяно